# Амикацин
Амикацин — полусинтетический бактерицидный антибиотик группы аминогликозидов. Является аминогликозидом III поколения.

## Фармакологическое действие
Антибиотик широкого спектра действия, действует бактерицидно. Связываясь с 30S субъединицей рибосом, препятствует образованию комплекса транспортной и матричной РНК, блокирует синтез белка, а также разрушает цитоплазматические мембраны бактерий. Высокоактивен в отношении аэробных грамотрицательных микроорганизмов: Pseudomonas aeruginosa, Escherichia coli, Klebsiella spp., Serratia spp., Providencia spp., Enterobacter spp., Salmonella spp., Shigella spp., некоторых грамположительных микроорганизмов: Staphylococcus spp. (в том числе устойчивых к пенициллину и некоторым цефалоспоринам). Активен в отношении Mycobacterium tuberculosis и некоторых атипичных микобактерий; оказывает бактериостатическое действие на Mycobacterium tuberculosis,  устойчивые к стрептомицину, изониазиду, ПАСК и другим противотуберкулезным ЛС (кроме виомицина и капреомицина).
Препарат умеренно активен в отношении Streptococcus spp.
При одновременном назначении с бензилпенициллином проявляет синергизм в отношении штаммов Enterococcus faecalis.
Амикацин не теряет активности под действием ферментов, инактивирующих другие аминогликозиды, и может оставаться активным в отношении штаммов Pseudomonas aeruginosa, устойчивых к тобрамицину, гентамицину и нетилмицину.
Амикацин не активен в отношении анаэробных микроорганизмов.

## Фармакокинетика
Всасывание
После в/м введения всасывается быстро и полностью. Cmax в плазме крови при в/м введении препарата в дозе 7.5 мг/кг — 21 мкг/мл, после в/в инфузии в дозе 7.5 мг/кг в течение 30 мин — 38 мкг/мл. Время достижения Cmax после в/м введения — около 1.5 ч .
Распределение
Связывание с белками плазмы 4-11 %.
Хорошо распределяется во внеклеточной жидкости (содержимое абсцессов, плевральный выпот, асцитическая, перикардиальная, синовиальная, лимфатическая и перитонеальная жидкость); в высоких концентрациях обнаруживается в моче; в низких — в желчи, грудном молоке, водянистой влаге глаза, бронхиальном секрете, мокроте и спинномозговой жидкости. Хорошо проникает во все ткани организма, где накапливается внутриклеточно; высокие концентрации отмечаются в органах с хорошим кровоснабжением: лёгкие, печень, миокард, селезёнка, и особенно в почках, где накапливается в корковом веществе; более низкие концентрации — в мышцах, жировой ткани и костях.
У взрослых в средних терапевтических дозах (в норме) амикацин не проникает через ГЭБ, при воспалении мозговых оболочек проницаемость несколько увеличивается. У новорожденных достигаются более высокие концентрации в СМЖ, чем у взрослых.
Амикацин проникает через плацентарный барьер — обнаруживается в крови плода и амниотической жидкости.
Vd у взрослых — 0.26 л/кг, у детей — 0.2-0.4 л/кг, у новорожденных в возрасте менее 1 недели и с массой тела менее 1.5 кг — до 0.68 л/кг, в возрасте менее 1 недели и массой тела более 1.5 кг — до 0.58 л/кг, у больных муковисцидозом — 0.3-0.39 л/кг.
Средняя терапевтическая концентрация при в/в или в/м введении сохраняется в течение 10-12 ч.
Метаболизм
Не метаболизируется.
Выведение
T1/2 в терминальной (b) фазе у взрослых — 2-4 ч, у новорожденных — 5-8 ч, у детей более старшего возраста — 2.5-4 ч. Конечная величина T1/2 — более 100 ч (высвобождение из внутриклеточных депо).
Выводится почками путём клубочковой фильтрации (65-94 %) преимущественно в неизмененном виде. Почечный клиренс — 79-100 мл/мин.
Фармакокинетика в особых клинических случаях
При нарушении функции почек у взрослых T1/2 варьирует в зависимости от степени нарушения — до 100 ч, у больных с муковисцидозом — 1-2 ч. У больных с ожогами и гипертермией T1/2 может быть короче по сравнению со средними показателями вследствие повышенного клиренса.
Выводится при гемодиализе (50 % за 4-6 ч), перитонеальный диализ менее эффективен (25 % за 48-72 ч).

## Показания
Инфекционно-воспалительные заболевания, вызванные грамотрицательными микроорганизмами (в том числе устойчивыми к гентамицину, сизомицину и канамицину) или ассоциациями грамположительных и грамотрицательных микроорганизмов:
- инфекции нижних дыхательных путей (бронхит, пневмония, эмпиема плевры, абсцесс легких);
- сепсис;
- септический эндокардит;
- инфекции ЦНС (включая менингит);
- инфекции брюшной полости (в том числе перитонит);
- инфекции мочеполовых путей (пиелонефрит, цистит, уретрит, простатит, гонорея);
- гнойные инфекции кожи и мягких тканей (в том числе инфицированные ожоги, инфицированные язвы и пролежни различного генеза);
- инфекции желчных путей;
- инфекции костей и суставов (в том числе остеомиелит);
- раневая инфекция;
- послеоперационные инфекции;
- отит;
- туберкулёз (резервный препарат II ряда) — в сочетании с другими резервными ЛС.

## Режим дозирования
В/м, в/в (струйно, в течение 2 мин или капельно) по 5 мг/кг каждые 8 ч или по 7.5 мг/кг каждые 12 ч. При бактериальных инфекциях мочевых путей (неосложненные) — 250 мг каждые 12 ч; после сеанса гемодиализа может быть назначена дополнительная доза — 3-5 мг/кг. Максимальные дозы для взрослых — до 15 мг/кг/сут, но не более 1.5 г/сут в течение 10 дней.
Продолжительность лечения при в/в введении — 3-7 дней при в/м — 7-10 дней.
Недоношенным новорожденным начальная доза — 10 мг/кг, затем по 7.5 мг/кг каждые 18-24 ч; новорожденным начальная доза — 10 мг/кг, затем по 7.5 мг/кг каждые 12 ч в течение 7-10 дней.
Пациентам с почечной недостаточностью требуется коррекция режима дозирования.
Пациентам с ожогами может потребоваться доза 5-7.5 мг/кг каждые 4-6 ч в связи с более коротким T1/2 (1-1.5 ч) у этих больных.
Для в/в введения применяют те же растворы, что и для в/м, предварительно разбавив их 200 мл 5 % раствора декстрозы или 0,9 % раствора натрия хлорида. Концентрация амикацина в растворе для в/в введения не должна превышать 5 мг/мл.

## Побочное действие
Со стороны пищеварительной системы: тошнота, рвота, нарушение функции печени (повышение активности печеночных трансаминаз, гипербилирубинемия).
Со стороны системы кроветворения: анемия, лейкопения, гранулоцитопения, тромбоцитопения.
Со стороны ЦНС и периферической нервной системы: головная боль, сонливость, нейротоксическое действие (подергивание мышц, ощущение онемения, покалывания, эпилептические припадки), нарушение нервно-мышечной передачи (остановка дыхания).
Со стороны органов чувств: ототоксичность (снижение слуха, вестибулярные и лабиринтные нарушения, необратимая глухота), токсическое действие на вестибулярный аппарат (дискоординация движений, головокружение, тошнота, рвота).
Со стороны мочевыделительной системы: нефротоксичность — нарушение функции почек (олигурия, протеинурия, микрогематурия).
Аллергические реакции: кожная сыпь, зуд, гиперемия кожи, лихорадка, отек Квинке.

## Противопоказания
- неврит слухового нерва;
- тяжелая почечная недостаточность с азотемией и уремией;
- беременность;
- повышенная чувствительность к компонентам препарата (в том числе к другим аминогликозидам) в анамнезе.

С осторожностью: при миастении, паркинсонизме, ботулизме (аминогликозиды могут вызывать нарушение нервно-мышечной передачи, что приводит к дальнейшему ослаблению скелетной мускулатуры), дегидратации, почечной недостаточности, у новорожденных (особенно недоношенных детей), в пожилом возрасте, в период лактации (грудного вскармливания).
Беременность и лактация
Применение Селемицина при беременности и в период лактации возможно при наличии жизненных показаний (аминогликозиды проникают в грудное молоко в небольших количествах, однако их абсорбция из ЖКТ низкая, и осложнений у грудных детей, связанных с их применением, не зарегистрировано).

## Особые указания
Перед применением препарата определяют чувствительность выделенных возбудителей, используя диски, содержащие 30 мкг амикацина. При диаметре свободной от роста зоны 17 мм и более микроорганизм считается чувствительным, от 15 до 16 мм — умеренно чувствительным, менее 14 мм — устойчивым.
Концентрация амикацина в плазме не должна превышать 25 мкг/мл (терапевтической является концентрация 15-25 мкг/мл).
В период лечения необходимо не реже 1 раза в неделю контролировать функцию почек, слухового нерва и вестибулярного аппарата.
Вероятность развития нефротоксичности выше у больных с нарушением функции почек, а также при назначении препарата в высоких дозах или в течение длительного времени (у этой категории больных может потребоваться ежедневный контроль функции почек).
При неудовлетворительных аудиометрических тестах дозу препарата снижают или прекращают лечение.
Пациентам с инфекционно-воспалительными заболеваниями мочевыводящих путей рекомендуется принимать повышенное количество жидкости.
При отсутствии положительной клинической динамики следует помнить о возможности развития резистентных микроорганизмов. В подобных случаях необходимо отменить лечение и начать проведение соответствующей терапии.
Содержащийся в ампулах натрия метабисульфит может обусловливать развитие у больных аллергических осложнений (вплоть до анафилактических реакций), особенно у больных с аллергическим анамнезом.

## Передозировка
Симптомы: токсические реакции (потеря слуха, атаксия, головокружение, расстройства мочеиспускания, жажда, снижение аппетита, тошнота, рвота, звон или ощущение закладывания в ушах, нарушение дыхания).
Лечение: для снятия блокады нервно-мышечной передачи и её последствий — гемодиализ или перитонеальный диализ; антихолинэстеразные средства, соли кальция, искусственная вентиляция легких, другая симптоматическая и поддерживающая терапия.

## Лекарственное взаимодействие
Фармацевтически несовместим с пенициллинами, гепарином, цефалоспоринами, капреомицином, амфотерицином В, гидрохлоротиазидом, эритромицином, нитрофурантоином, витаминами группы В и С, калия хлоридом.
Амикацин проявляет синергизм при взаимодействии с карбенициллином, бензилпенициллином, цефалоспоринами (у больных с тяжелой хронической почечной недостаточностью при совместном применении с бета-лактамными антибиотиками возможно снижение эффективности аминогликозидов).
Налидиксовая кислота, полимиксин В, цисплатин и ванкомицин увеличивают риск развития ото- и нефротоксичности.
Диуретики (особенно фуросемид), цефалоспорины, пенициллины, сульфаниламиды и НПВС, конкурируя за активную секрецию в канальцах нефрона блокируют элиминацию аминогликозидов, повышают их концентрацию в сыворотке крови, усиливая нефро- и нейротоксичность.
Усиливает миорелаксирующее действие курареподобных препаратов.
Метоксифлуран, полимиксины для парентерального введения, капреомицин и другие лекарственные средства, блокирующие нервно-мышечную передачу (галогенизированные углеводороды в качестве препаратов для ингаляционной анестезии, опиоидные анальгетики), переливание большого объёма крови с цитратными консервантами — повышают риск остановки дыхания (особенно при внутрибрюшинном введении амикацина).
Парентеральное введение индометацина повышает риск развития токсического действия аминогликозидов (увеличение T1/2 и снижение клиренса).
Амикацин уменьшает эффективность лекарственных средств для лечения миастении.